# 小塩力
小塩 力（おしお つとむ、1903年3月16日 - 1958年6月12日）は、日本の牧師。
小塩節と久米あつみの父。

## 生涯
群馬県に留岡幸助の同労者の小塩高恒（福岡県生葉郡姫治村出身、1872年 - 1943年）の息子として生まれる。東京府立第四中学（東京都立戸山高等学校）、松本高等学校理科甲類を経て、東京帝国大学農学部を卒業後、1926年東京神学社に入学し、植村正久より薫陶を受ける。また、信濃町教会で高倉徳太郎に師事し、高倉の元で伝道師を務める。後に、高倉牧師の伝記を書いた。
神学校卒業後、松江教会、佐世保教会の牧師を務めた。佐世保にいるときに1931年長男の小塩節が生まれた。戦争中はスパイの嫌疑をかけられた。
1947年6月8日、日本基督教団井草教会を設立する。「福音と世界」の主筆者として文書伝道を行った。由木康と共に賛美歌の翻訳も行った。日本基督教短期大学の学長も歴任した。
1958年に55歳で逝去した。

## 著書
- 『新約聖書神学辞典』
- 『聖書入門』岩波書店,1958年
- 『高倉徳太郎伝』